# Zábiedovčík
Zábiedovčík je potok na horní Oravě, protéká územím okresu Tvrdošín. Je to levostranný přítok Oravice, měří 11,1 km a je tokem V. řádu.
Pramení v Skorušinských vrších, v podcelku Skorušina, na západním svahu vrchu Skorušina (1314 m) v nadmořské výšce přibližně 1180 m. Na horním toku teče západním směrem, zleva přibírá přítok ve výšce 898 m zpod Mikulovky a další ve výšce 792 m) také sleva zpod Javorkové (1140 m). Pak se stáčí na sever, protéká obcí Zábiedovo, kde zprava přibírá přítok z oblasti břehů a za obcí opouští Skorušinské vrchy. Vtéká do Oravské kotliny, kde protéká osadou Hámričky, vytváří několik ohybů a jihozápadně od města Trstená se v nadmořské výšce cca 575 m vlévá do Oravice.